# Wolfskapel

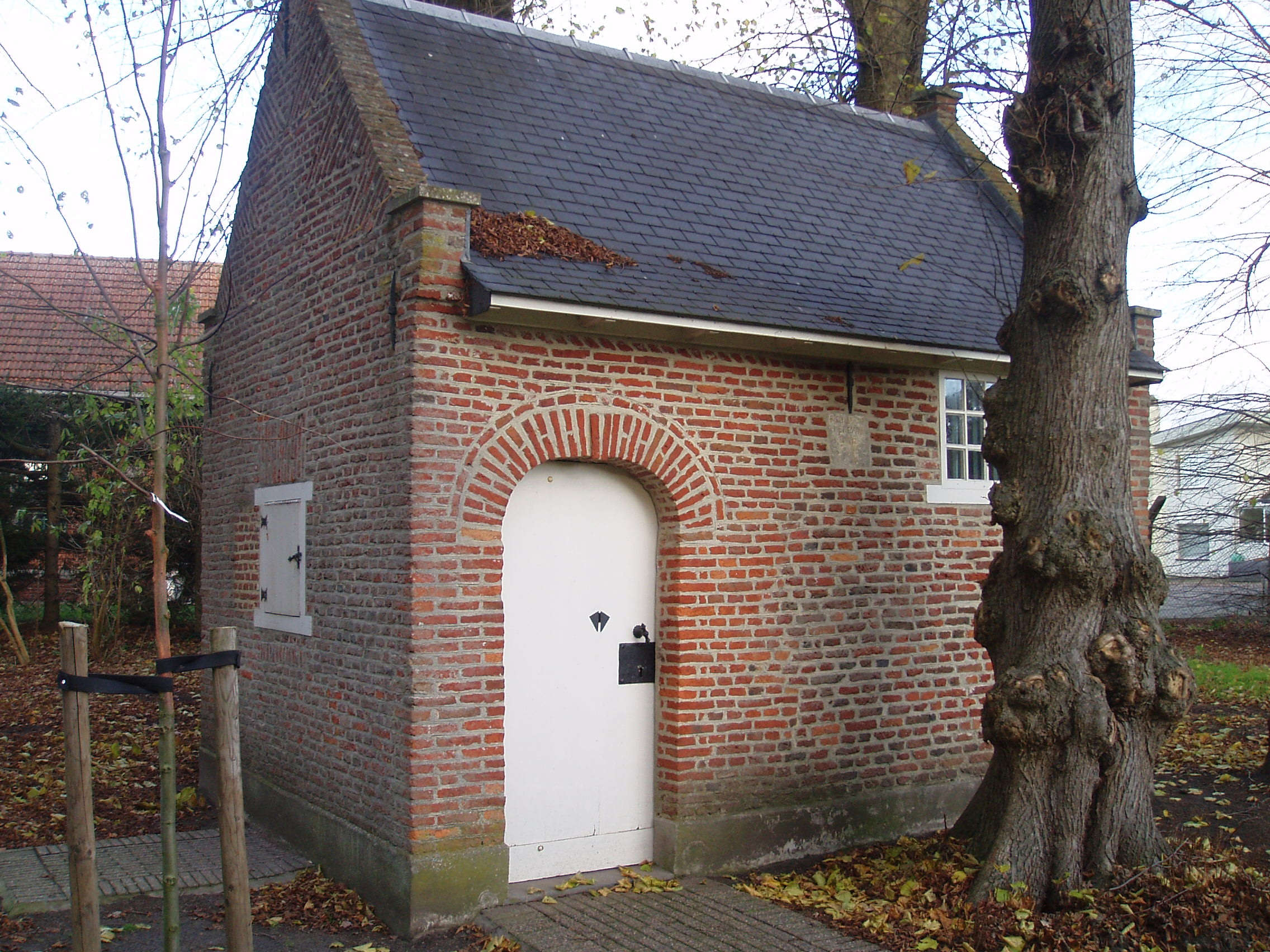
Wolfskapel

De Wolfskapel is een kapel in de tot de Antwerpse gemeente Malle behorende plaats Oostmalle, gelegen aan Kapelakkers.
Mogelijk bestond deze kapel al in 1505, maar hij werd hersteld in 1627. Ook in 1927 werd de kapel hersteld en toen toegewijd aan Onze-Lieve-Vrouw Troosteres der Bedrukten. Het is een klein bakstenen gebouwtje onder zadeldak.
Een 17e-eeuws schilderij toont een wolf die een schaap achterna zit. Volgens de legende werd een -aan een paal vastgemaakt- schaap achternagezeten door een wolf. Het schaap vluchtte waarbij het de paal uit de grond trok. Het rende de kapel in, achterna gezeten door de wolf, die eveneens de kapel in rende. Het schaap wist uit de kapel te ontsnappen en trok, met de paal achter zich aan, de deur van de kapel dicht, waardoor de wolf gevangen zat. Dit alles zou de overwinning van het goede op het kwade symboliseren.
De kapel bevat ook een 18e-eeuws Mariabeeld.